# Прапор Мавританії
Прапор Мавританії — один з офіційних символів держави Мавританія.

## Опис
Прапор Мавританії являє собою прямокутне полотнище зеленого кольору з червоними смугами вгорі і знизу, в центрі якого горизонтально розташований півмісяць і п'ятипроменева зірка над ним жовтого кольору. Зелений колір прапора і півмісяць із зіркою символізують іслам, основну релігію країни, жовтий колір півмісяця і зірки — пустелю Сахара. Крім того, жовтий і зелений кольори є панафриканськими. Червоні смуги символізують зусилля і жертви, які принесли жителі Мавританії, щоб захищати свою землю.
Співвідношення ширини прапора до довжини — 2:3, хоча це офіційно не регламентовано.

## Історія

Колишній державний стяг (з 1 квітня 1959 до 15 серпня 2017)

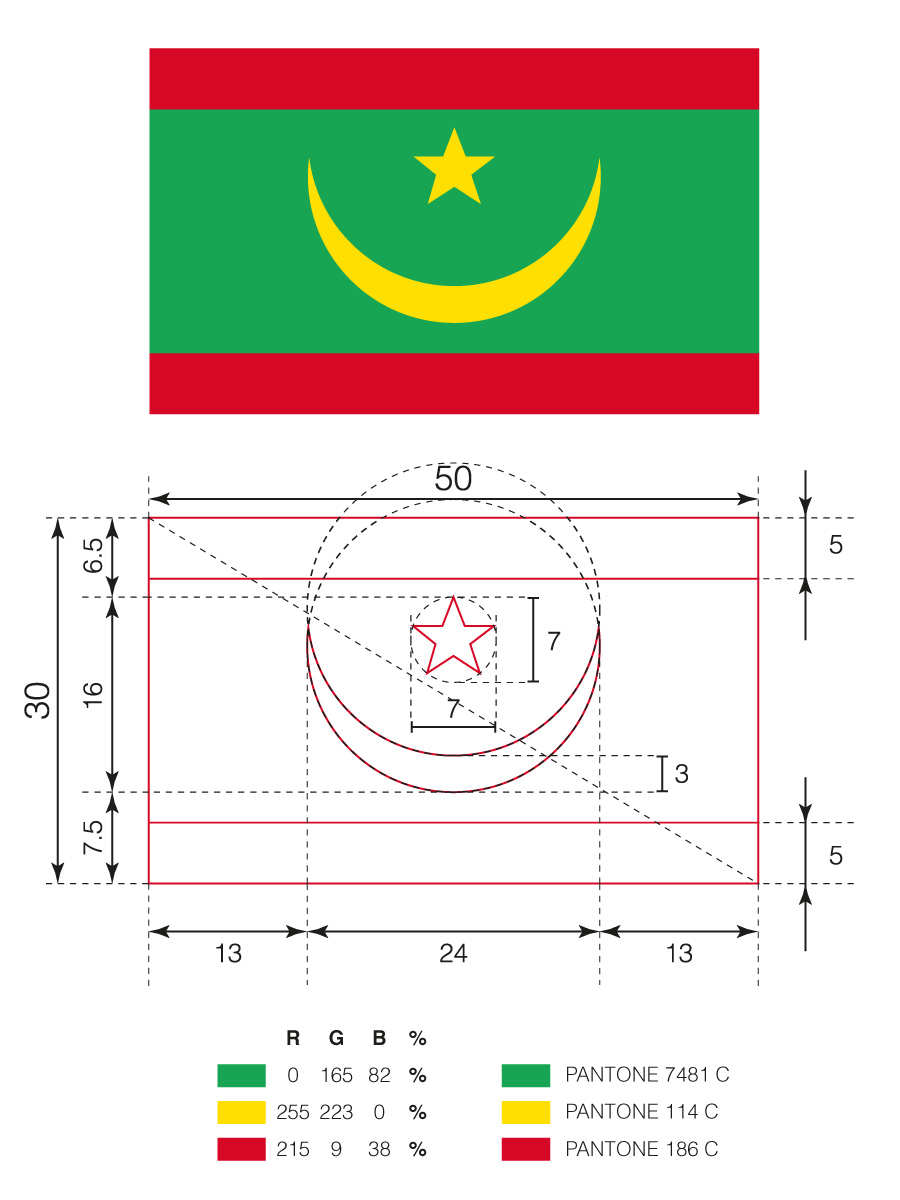
Стандарт прапора Мавританії

Прапор Мавританії зеленого кольору із жовтим півмісяцем і зіркою був прийнятий 1 квітня 1959, після здобуття незалежності від Франції. 2017 року президент Мохамед ульд Абдель Азіз запропонував додати до прапора дві червоні смуги, що символізували б жертви, які принесли жителі Мавританії, захищаючи свою країну. Конституційний референдум відбувся 5 серпня цього ж року, і питання було вирішено позитивно. 15 серпня новий прапор був офіційно затверджений.